# Music for Children
Music for Children je studiové album Johna Zorna, vydané v roce 1998 pod značkou Tzadik Records. Jde o první část série Music Romance.

## Seznam skladeb
Autorem všech skladeb je John Zorn.
| Pořadí         | Název              | Délka |
| -------------- | ------------------ | ----- |
| 1.             | Fils Des Etoiles   | 2:16  |
| 2.             | This Way Out       | 1:10  |
| 3.             | Music for Children | 14:17 |
| 4.             | Bikini Atoll       | 0:46  |
| 5.             | Bone Crusher       | 0:38  |
| 6.             | Dreamer of Dreams  | 5:48  |
| 7.             | Cycles Du Nord     | 20:54 |
| 8.             | Sooki’s Lullaby    | 3:17  |
| Celková délka: | Celková délka:     | 49:11 |

## Personnel
- David Abel – housle (3)
- Cyro Baptista – perkuse (1), zpěv (1)
- Jeff Hudgins – altsaxofon (2, 4, 5)
- Mason Wendell – baskytara (2, 4, 5), zpěv (2, 4, 5)
- Andy Sanesi – bicí (2, 4, 5)
- Dane Johnson – kytara (2, 4, 5)
- Alex Lacamoire – klávesy (2, 4, 5)
- William Winant – perkuse (3)
- Julie Steinberg – klavír (3)
- Lou Reed – zpětná vazba za pomoci kytary (7)[2]
- John Zorn – altsaxofon (4, 5), basový buben (7), aeolifon (7), akustický systém zpětné vazby (7)
- Greg Cohen – baskytara (6)
- Erik Friedlander – violoncello (6)
- Marc Ribot – kytara (6)
- William Winant – basový buben (7)
- Anthony Coleman – celesta (1, 8)